# Loi d'orientation pour la ville
En droit français, la loi d'orientation pour la ville (LOV) no 91-662 du 13 juillet 1991,, est une loi qui vise à lutter contre la ségrégation spatiale et l'exclusion, elle promeut un droit à la ville. Elle porte plus précisément sur quatre domaines :
- Équilibre de l'habitat
- Maintien de l'habitat à vocation sociale
- Évolution urbaine et sociale des grands ensembles
- Politique foncière

Elle impose à chaque commune urbaine comprise dans une agglomération de plus de 200 000 habitants et ayant moins de 18 % de bénéficiaires d'aides à la personne, à avoir sur son territoire 20 % de logements sociaux.
La loi définit le contenu et la procédure d'élaboration des Programmes Locaux de L'Habitat et supprime les zones à urbaniser en priorité (ZUP).
Plusieurs décrets d'applications de la loi ont été adoptés après 1991, au 1er janvier 1993, 1994 et 1995.